# 出走巴黎
《出走巴黎》（法語：Synonymes）是一部2019年由法國、德國與以色列三國聯合製作的電影，由以色列導演那達夫·拉匹赴法國拍攝，為他執導的第三部劇情長片，被選為第69屆柏林影展正式競賽片，並獲得金熊獎與費比西國際影評人獎。

## 外部連結
- 爛番茄上《出走巴黎》的資料（英文）
- 互联网电影数据库（IMDb）上《出走巴黎》的资料（英文）
- 豆瓣电影上《出走巴黎》的資料 （简体中文）